# François Renaud de Villeneuve
(Louis-)François Renaud de Villeneuve-Forcalqueiret  (Aix-en-Provence, 2 april 1686 – Montpellier, 24 januari 1766) was bisschop van Viviers (1723-1748) en bisschop van Montpellier (1748-1766). Beide bisdommen lagen in de provincie Languedoc van het koninkrijk Frankrijk. De prelaat was 43 jaar bisschop.

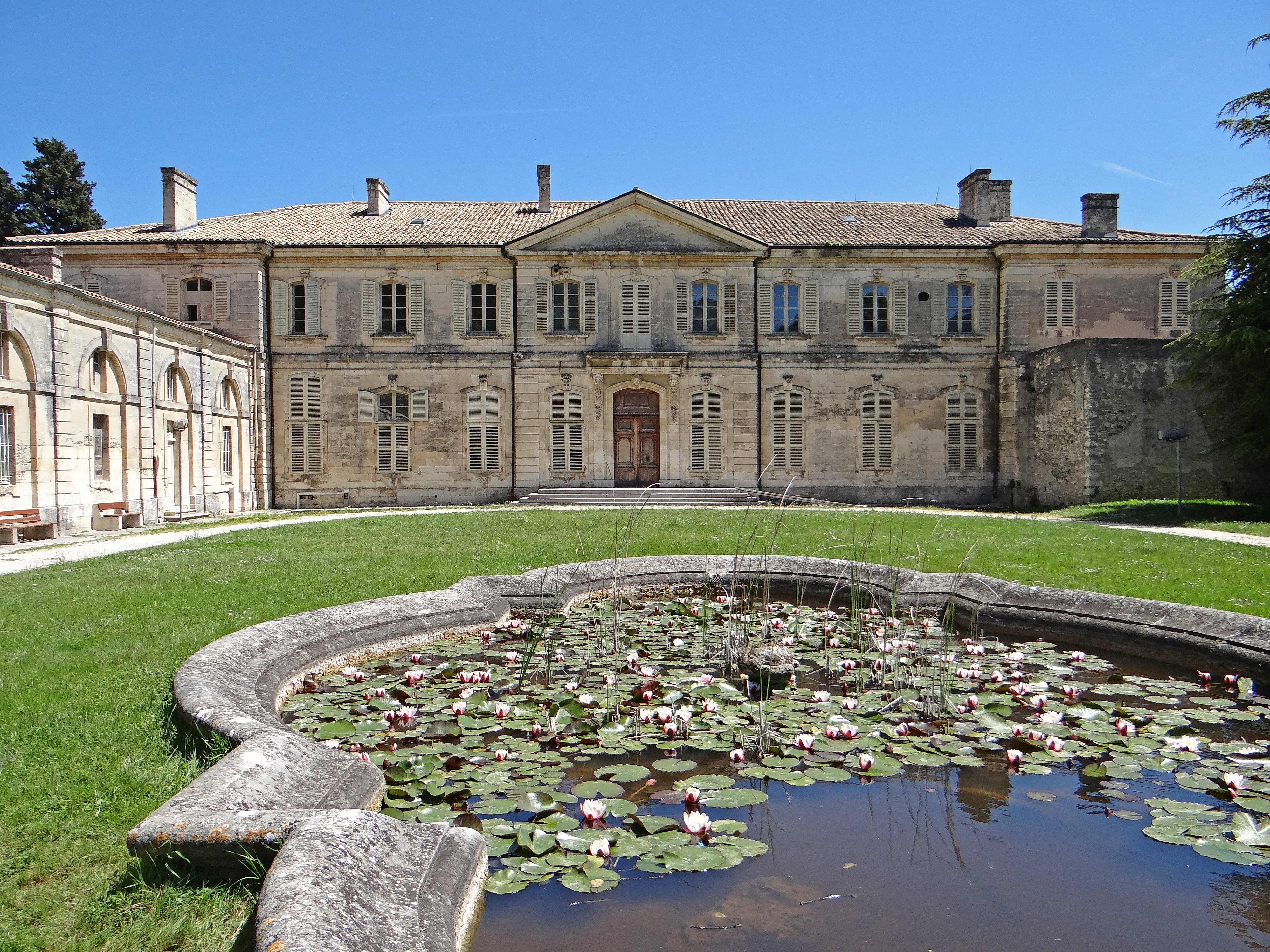
Bisschoppelijk paleis van Viviers (Frankrijk)

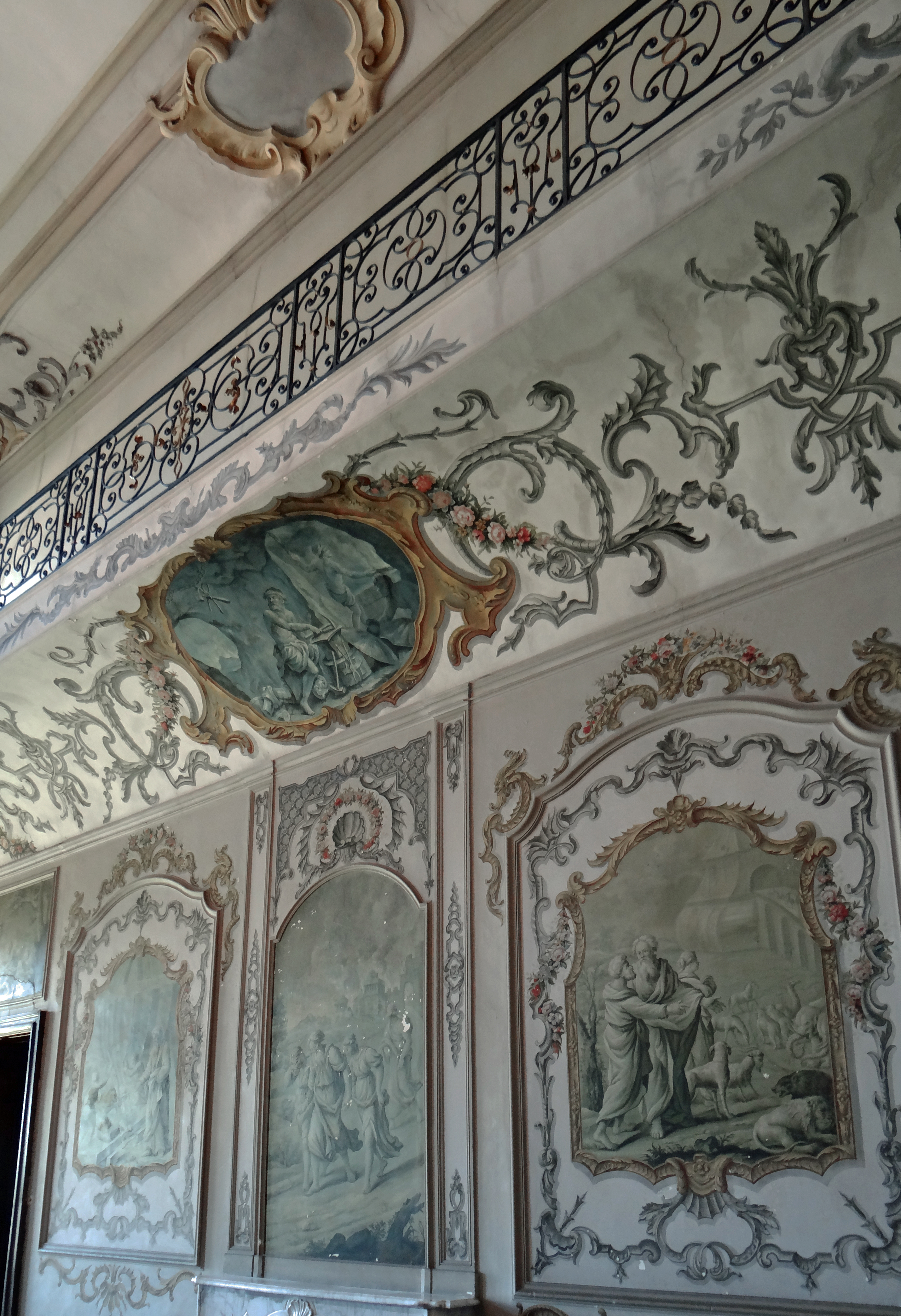
Italiaans salon

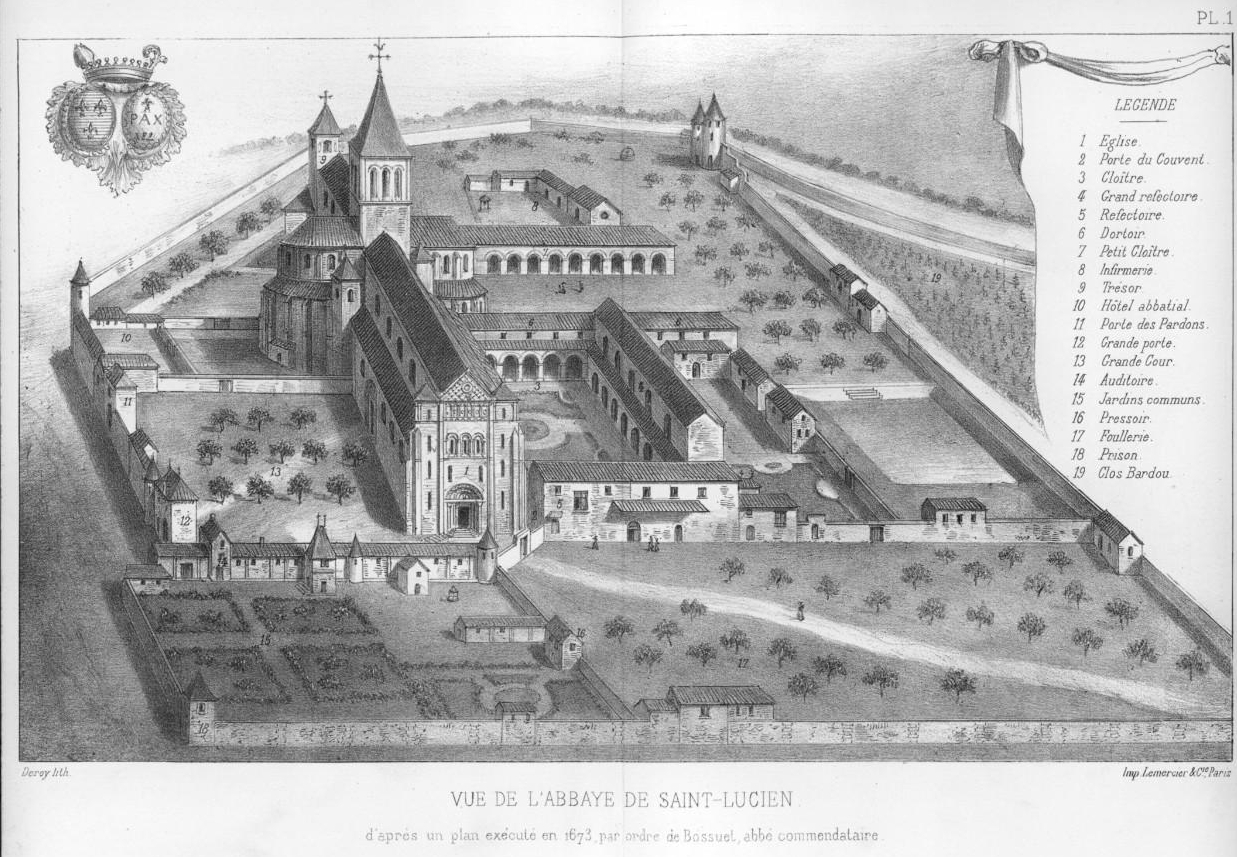
Abdij Saint-Lucien in Beauvais (Frankrijk)

## Levensloop

### Kanunnik
Zijn ouders waren ridder François Renaud de Villeneuve en dame Magdeleine de Fourbin. Zijn vader was raadsheer aan het Parlement van de Provence, het hoogste rechtscollege van deze provincie. Renaud groeide op in Aix-en-Provence. Reeds aan de leeftijd van 10 jaar kreeg Renaud de lagere wijdingen. Hij studeerde theologie aan de universiteit van Avignon en behaalde er de graad van doctor in de theologie (1700). Hij werd nadien kanunnik van de kathedraal van Marseille en tot priester gewijd (1707).
Op vraag van de Vintimille du Luc, kanunnik in Aix-en-Provence, keerde Renaud terug naar Aix-en-Provence (1714). Daar werd Renaud vicaris-generaal van het bisdom Aix en verantwoordelijke voor het priesterseminarie. Koning Lodewijk XV was tevreden over de inzet van Renaud tijdens de pestepidemie (1720). Renaud had immers het seminarie vol gelegd met pestlijders uit het Kartuizerconvent van Aix. Lodewijk XV benoemde Renaud daarom tot bisschop van Marseille, maar de zittende bisschop van Marseille wilde niet weg. Er volgde een stoelendans van bisschopsbenoemingen: Renaud kreeg het bisdom Viviers in de Ardèche, in de nabijgelegen provincie Languedoc.
In 1723 kreeg hij de bisschopswijding in Parijs in het priesterseminarie Saint-Sulpice. Hij zwoer trouw aan koning Lodewijk XV tijdens diezelfde reis.

### Bisschop van Viviers
Renaud trad aan in Viviers in 1723. Zijn voorgangers hadden er problemen veroorzaakt door nooit in Viviers te verblijven. Op pauselijk bevel moest Renaud wonen in Viviers. Bisschop Renaud sprak Jean-Baptiste Franque (1683-1758) aan, een bekend architect. Deze tekende voor hem een luxueus bisschoppelijk paleis buiten het stadscentrum gelegen en omgeven door een park. De bouwwerken begonnen in 1732. In 1737 bekloeg Renaud er zich over dat zijn eetzaal nog altijd geen vloertegels had. Pas in 1741 – Renaud was 18 jaren bisschop – was het paleis klaar. Het Italiaans salon was het pronksalon van de bisschop.
Bisschop Renaud liet de jezuïet Régis heilig verklaren. Dit gebeurde na mirakels aan het graf van Régis zoals de bisschop optekende. Het graf stond in Lalouvesc in zijn bisdom.
Verder vervolgde Renaud rondtrekkende protestantse predikers in zijn bisdom. Hij meende de opleiding van priesters te kunnen verbeteren; hiertoe voegde hij de priesterseminaries van Viviers en Bourg-Saint-Andéol toe aan de universiteit van Valence. Dit moest garanderen dat de geestelijkheid de predikanten van wederwoord kon dienen. 
Tevens werd Renaud titulair abt van de benedictijnenabdij van Saint-Lucien in Beauvais in Noord-Frankrijk (1748). Dit was een beloning voor zijn werk in de assemblée van de Franse geestelijkheid in Parijs.

### Bisschop van Montpellier
In maart 1748 ontving Renaud de benoeming tot bisschop van Montpellier, eveneens in de Languedoc. Pas in juli 1748 deed hij afstand van het bisdom Viviers. Vier maanden later kwam hij aan in Montpellier.
Hij kreeg het aan de stok met jansenisten. Deze publiceerden in Den Haag een pamflet tegen hem (1755). De jansenisten hadden het op Renaud gemunt omdat hij en andere bisschoppen de jansenistische bisschop van Senez, Jean Soanen, hadden afgezet. Ook de congregatie Oratoire de Jésus-et-Marie-Immaculée de France roerde zich tegen bisschop Renaud. Heel het priesterseminarie van Montpellier trok partij voor de congregatie. 
Als teken van verzoening organiseerde Renaud processies zodat de kathedraal van Montpellier feestelijk dienst deed. Er werd gebeden voor een goede gezondheid van de koning en zijn familie.
Renaud stierf in Montpellier in het jaar 1766. Alle Kartuizerkloosters van Frankrijk hielden een herdenkingsdienst omwille van de hulp geboden bij de pest van 1720.